# Orang
Orang (indonesisch für „Mensch“) war eine deutsche Comicanthologie, die von Sascha Hommer und Arne Bellstorf herausgegeben wurde. Zwischen 2002 und 2013 entstanden insgesamt zehn Ausgaben. Die ersten Titel erschienen als Magazin am Fachbereich Gestaltung der Hochschule für Angewandte Wissenschaften (HAW) Hamburg. Anschließend wurde die Reihe ab 2004 im eigens gegründeten Kiki Post Verlag fortgesetzt, ab 2006 veröffentlichte Reprodukt die Reihe.

## Entwicklung
2002 gründete der Comicautor Sascha Hommer Orang als eine Plattform für studentische Arbeiten an der HAW Hamburg. Hommer entschied sich für den Namen Orang, weil der Titel für die Leserschaft nach einem Kunstbegriff aussehen sollte, aber eine tatsächliche Bedeutung habe. Im Jahr 2004 schloss sich Arne Bellstorf als Mitherausgeber an. Die Organisation und Realisation jeder Ausgabe erfolgte durch einen losen Zusammenschluss von Comiczeichnern aus dem Umfeld der Hochschule. Die ersten Veröffentlichungen erschienen als kopierte DIN-A4-Magazine. Die dritte Ausgabe hatte ein Klappcover mit Siebdruck, ab dem vierten Heft wechselte Orang zum Offsetdruck. Seit der fünften Ausgabe waren auch internationale Künstler, zum Beispiel aus dem asiatischen Raum, in der Anthologie vertreten.
Mit der zunehmenden Professionalisierung, ab dem vierten Heft wurde beispielsweise eine Internationale Standardbuchnummer ausgewiesen, und Internationalisierung entwickelte sich die Reihe mit exklusiven Beiträgen zu einer Anthologie in deutscher und englischer Sprache. Die Entwicklung vom Studentenprojekt zur professionellen Publikation wurde maßgeblich von Anke Feuchtenberger unterstützt. Die Comics wurden in ihrer jeweiligen Originalsprache abgedruckt. Abgesehen von den englischen und deutschen Übersetzungen der Comictexte verzichtete Orang vollständig auf weitere Artikel und Erläuterungen. Die zehnte und finale Ausgabe der Comicanthologie erschien 2013.

## Ausgaben
Ab Januar 2003 erschien Orang als Magazin am Fachbereich Gestaltung der HAW Hamburg. Seit der vierten Ausgabe im Jahr 2004 wurde das Magazin im von Hommer und Bellstorf eigens gegründeten Kiki Post Verlag veröffentlicht. Beginnend mit der sechsten Ausgabe brachte Reprodukt die Reihe ab 2006 bis zu ihrer Einstellung im Jahr 2013 heraus.  Die einzelnen Hefte wurden mit einer Auflage von jeweils etwa 1.000 Exemplaren produziert.
- Orang 1. Mit Beiträgen unter anderem von Dominique Donoval und Klaas Neumann. Hamburg, 2003, 40 Seiten, schwarz-weiß, Softcover[10]
- Orang 2. Mit Beiträgen unter anderem von Jon Frickey. Hamburg, 2003, 60 Seiten, schwarz-weiß, Softcover[10]
- Orang 3 – Religion. Mit Beiträgen unter anderem von Arne Bellstorf, FAB, Jon Frickey, Klaas Neumann, Line Hoven, Mario Mensch, Pascal D. Bohr, Stefan Marx und Verena Braun. Hamburg, 2003, 52 Seiten, schwarz-weiß, Softcover[10][11]
- Orang 4 – Wissenschaft. Mit Beiträgen unter anderem von Dominique Donoval, Nele Kehrwieder, Miriam Zadil, Pascal D. Bohr, Till Thomas, Verena Braun und Kati Rickenbach. Hamburg, 2004, 96 Seiten, schwarz-weiß, Softcover, ISBN 3-9809769-0-4[9][12]
- Orang 5 – Interieur / Exterieur. Mit Beiträgen unter anderem von Amanda Vähämäki, Anke Feuchtenberger, Arne Bellstorf, Johannes Kiesselbach, Klaas Neumann, Line Hoven, Lionel Keller, Michelangelo Setola, Pascal D. Bohr, Till Thomas, Verena Braun und Yan Cong. Hamburg, 2005, 112 Seiten, schwarz-weiß, 21 × 24 cm, Softcover, ISBN 3-9809769-1-2[6][13]
- Orang 6 – Zwielicht. Mit Beiträgen unter anderem von Anke Feuchtenberger, Arne Bellstorf, Hok Tak Yeung, Klaas Neumann, Moki, Sascha Hommer , Till Thomas, Verena Braun, Yan Cong, Cola King. Berlin, 2006, 96 Seiten, schwarz-weiß und farbig, 21 × 24 cm, Softcover, ISBN 978-3-938511-80-0
- Orang 7 – Das Ende der Welt. Mit Beiträgen unter anderem von  Amanda Vähämäki, Arne Bellstorf, Hok Tak Yeung, Marijpol, Luka Lenzin, Moki, Sascha Hommer, Tommi Musturi. Berlin, 2008, 112 Seiten, schwarz-weiß und farbig, 21 × 24 cm, Softcover, ISBN 978-3-938511-92-3
- Orang 8 – Neverending Stories. Mit Beiträgen unter anderem von Anouk Ricard, Arne Bellstorf, Klaas Neumann, Line Hoven, Marijpol, Moki, Sascha Hommer, Till Thomas, Verena Braun und Yan Cong. Berlin, 2009, 120 Seiten, schwarz-weiß und farbig, 21 × 24 cm, Softcover, ISBN 978-3-941099-23-4
- Orang 9 – Atlas. Mit Beiträgen unter anderem von Aisha Franz, Carolin Walch, Jul Gordon, Klaas Neumann, Moki, Sascha Hommer und Verena Braun. Berlin, 2011, 176 Seiten, schwarz-weiß und farbig, 21 × 24 cm, Softcover, ISBN 978-3-941099-78-4
- Orang X – Heavy Metal. Mit Beiträgen unter anderem von Aisha Franz, Anke Feuchtenberger, Anna Haifisch , Arne Bellstorf, Jul Gordon, Klaas Neumann, Marijpol, Sascha Hommer, Sharmila Banerjee,  Till Thomas und Yan Cong. Berlin, 2013, 172 Seiten, schwarz-weiß und farbig, 21 × 24 cm, Softcover, ISBN 978-3-943143-48-5

## Rezeption
Michael Brake bezeichnet in Die Tageszeitung Orang als „eines der wichtigsten deutschen Sammelpunkte für zeitgenössische Comickunst“. Das Ende der Anthologie liege schlicht daran, „dass die Orang-Generation erwachsen geworden ist“ und keine Zeit mehr finde für exklusive, unbezahlte Geschichten.
In Der Tagesspiegel wird die Reihe ebenfalls als eines „der herausragenden Foren für [...] gezeichnete Kurzgeschichten“ beschrieben, das „künstlerisch anspruchsvolle[n] Avantgarde-Comic-Storys“ als Experimentierfeld gedient habe.
Andreas Platthaus lobt in der FAZ, die Anthologie habe „dem Comic-Nachwuchs nicht nur aus Deutschland eines der interessantesten Foren geboten“, auch viele internationale Künstler „haben hier früh ein Publikum gefunden“. Das Magazin sei ein wichtiger Faktor in der weltweiten unabhängigen Comicgemeinde gewesen.
In Die Zeit bedauert Frank Schäfer das Ende der Reihe angesichts der Qualität der letzten Veröffentlichung. Orang habe sich in der Zeit seines Bestehens „von einer Spielwiese für Zeichner zu einer Institution in der Indie-Comic-Szene“ entwickelt.
Die siebte Ausgabe wurde 2009 mit dem ICOM Independent Comic Sonderpreis für eine bemerkenswerte Comicpublikation ausgezeichnet.